# William Congreve (inventor britânico)
William Congreve (Kent, 20 de maio de 1772 – Toulouse, 16 de maio de 1828) foi um oficial do Exército Britânico, político Tory, editor e inventor. Um pioneiro no campo da artilharia de foguetes, ele foi renomado por seu desenvolvimento e uso de foguetes Congreve durante as Guerras Napoleônicas.
Também é conhecido por ter inventado o primeiro Sprinkler Automático de Proteção Contra Incêndio.
Foi um aprimoramento do da invenção do engenheiro britânico John Carey, que projetou um sistema de tubos perfurados para combate a incêndios.
Congreve melhorou o sistema de Carey projetando um sistema de tubos perfurados com válvulas, que foi instalado no Teatro Real de Drury Lane. O sistema consistia de um reservatório de cerca de 95 m³ que abastecia um rede de tubulações de 10” de diâmetro que se distribuía por todo o teatro, portando orifícios de ½”. O coronel substituiu os fios calcináveis por um tampão de cimento fundível capaz de atingir o ponto de fusão a 44°C e integrou ao seu sistema aquela que é considerada a primeira válvula de alarme, operacionável pela queda de um peso.